# Jules Herbette
Jules Gabriel Herbette, né le 5 août 1839 à Paris 1er et mort le 18 décembre 1901 à Paris 8e, est un diplomate français, consul de France, ministre plénipotentiaire, chef de cabinet et directeur du personnel au ministère des Affaires étrangères puis ambassadeur de France à Berlin (1886-1896).

## Biographie
Licencié en droit, Jules Herbette est attaché à la direction des consulats en 1860 sous les auspices de Ferdinand de Lesseps. Élève consul en 1867, il est chargé de gérer le consulat de Naples. En 1869, il assure la suppléance du consul de France à Stettin (aujourd'hui Szczecin), alors en Poméranie prussienne. Consul de 2e classe lors de la chute de l’Empire, ce républicain convaincu devient en mars 1871, le secrétaire de Jules Favre, ministre des affaires étrangères du Gouvernement de la Défense Nationale. À ce titre, il conseille le ministre sur les négociations préliminaires de paix avec l'Allemagne (mars 1871).

### La réorganisation républicaine du ministère des Affaires étrangères (1871-1882)
Au Quai d’Orsay en qualité de second secrétaire d’Ambassade jusqu’en 1876, il prépare l’épuration républicaine du ministère théorisée dans une brochure signée par son frère Louis Herbette, journaliste. Ce texte définit de nouveaux contours pour la diplomatie républicaine passant par le rapprochement des carrières consulaires et diplomatiques et l’avènement du mérite dans un domaine réservé jusque-là à l’aristocratie. En 1876, Jules Herbette est délégué par la France à la Commission Européenne du Danube et fait partie en 1878 de la délégation française comme collaborateur de William Henry Waddington au Congrès de Berlin. À l’arrivée de Charles de Freycinet dont il est proche à la Présidence du Conseil et au poste de ministre des Affaires étrangères, il devient ministre plénipotentiaire de 2e classe, directeur du personnel au Quai d’Orsay (janvier 1880) et est nommé conseiller d’État en service extraordinaire. À la direction du personnel nouvellement créée, il va procéder à la réorganisation des services du ministère par l’institution d’un examen d’entrée et le rapprochement des carrières diplomatiques et consulaires. Il redevient directeur du personnel lors du second ministère Freycinet (janvier 1882). À la chute de celui-ci (juillet 1882), le nom de Jules Herbette est avancé pour le ministère des Affaires étrangères.

### Directeur de cabinet de Charles de Freycinet
Le 6 avril 1885, au lendemain de Lang-Son et de la chute de Jules Ferry, Charles de Freycinet réintègre le Quai d’Orsay et Jules Herbette devient son directeur de cabinet. Il conserve ce poste lorsque le ministre des Affaires étrangères devient président du conseil au début de l’année 1886. Freycinet lui délègue souvent ses attributions au Quai d’Orsay où il fait figure de vice-ministre. Il lui réserve une position clé dans l’élaboration de la politique extérieure qu’il réoriente vers l’Europe en cherchant à rompre l’isolement de la France face à l’Empire allemand.

### Ambassadeur de France en Allemagne (1886-1896)
La nomination de Jules Herbette au poste d’ambassadeur de France à Berlin en 1886  participe du mouvement d’introduction dans le monde diplomatique de républicains d’origine bourgeoise dans un milieu traditionnellement aristocratique:232-4.
La longue ambassade de Jules Herbette s’inscrit dans une période d’équilibre diplomatique qui doit tenir compte de l’application du Traité de Francfort consécutif à la fin à la guerre de 1870-1871, et du refus de la part de la classe politique comme de l’opinion française de l’annexion par l’Allemagne des provinces d’Alsace-Lorraine.

#### Bismarck chancelier (1886-1890)
Les premières années de l’ambassade de Jules Herbette s’effectuent sous la fin du règne de l’empereur Guillaume Ier et du mandat de chancelier d’Otto von Bismarck. Elles voient une crispation des relations franco-allemandes lors de l’arrivée du général Boulanger dans le ministère français, particulièrement lors de l’Affaire Schnæbelé.

#### Guillaume II empereur d'Allemagne (1890-1896)

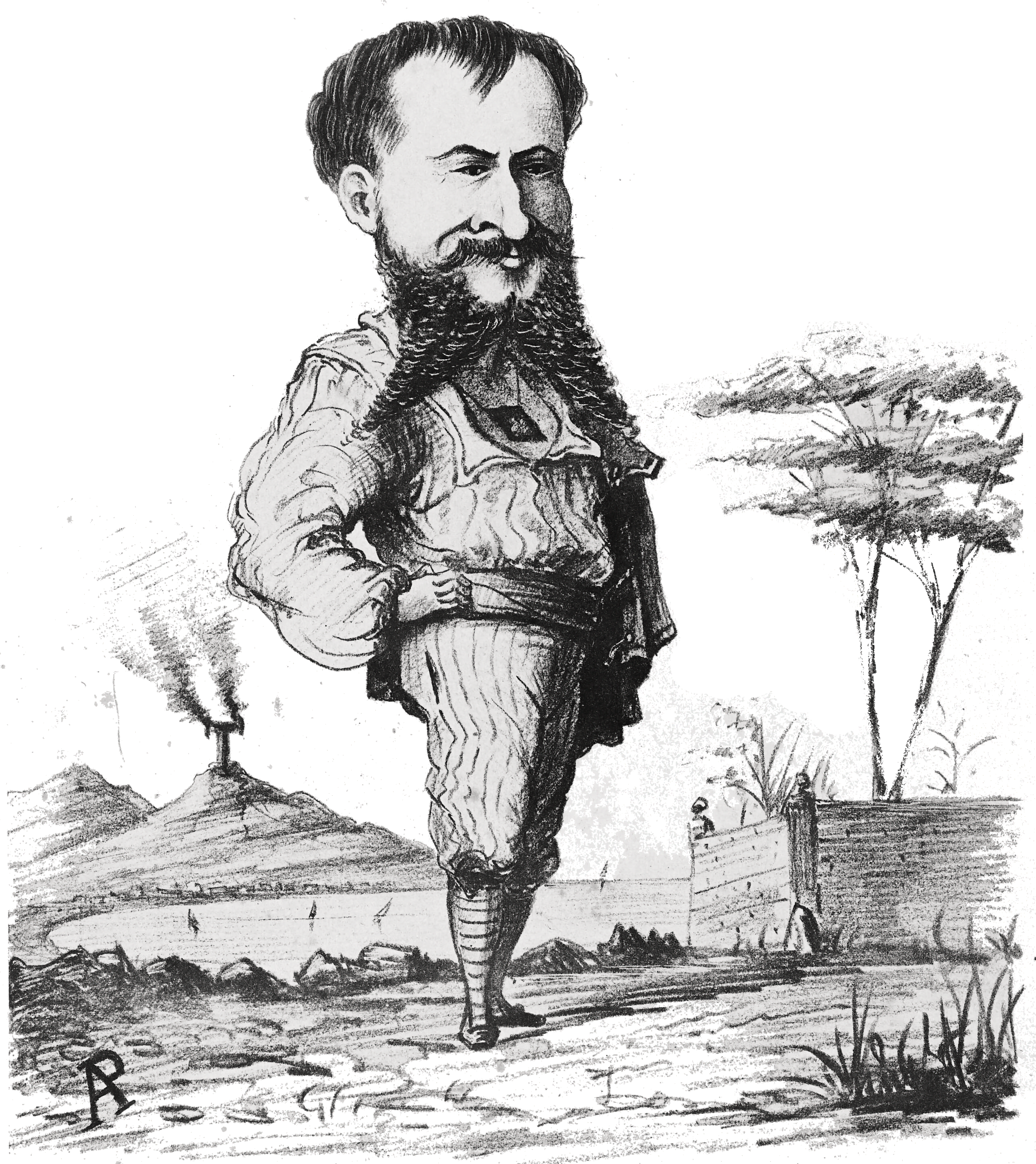
Caricature de Joseph Mollard dans l’Album comique des Affaires étrangères.

Après la mort de l’empereur Guillaume Ier et de son fils Frédéric III, le début du règne de Guillaume II est marqué par la conférence sociale de Berlin (mars 1890). À cette occasion, Jules Herbette adresse un long rapport à son ministre de tutelle sur les conditions de travail en Allemagne. La nouvelle de la démission de Bismarck, intervient lors de ses travaux de la conférence. Son retrait crée un climat plus favorable aux relations franco-allemandes, mais elles s’enveniment de nouveau lors de la visite de la mère de l’empereur à Paris (février 1891). Après la résolution de cette crise où il a pris une part, l’ambassadeur obtient en signe d’apaisement la suppression de la formalité du passeport en Alsace-Lorraine.
En 1893, Jules Herbette dirige la délégation française lors de la Conférence de Berlin sur les questions coloniales. Alors que le rapprochement franco-russe se dessine, l’inauguration du canal de Kiel en juin 1895 puis le jubilé de l’Empire allemand (janvier 1896) tendent à nouveau les relations entre la France et l’Allemagne. C’est dans ce contexte et dans celui d’un changement de politique française avec l’arrivée au pouvoir du ministère Jules Méline et de Gabriel Hanotaux aux Affaires étrangères que prend fin en mai 1896 l’ambassade de Jules Herbette à Berlin. Il était depuis octobre 1895 le doyen du corps diplomatique dans cette ville.
Mort subitement, rue de Berne, d'une rupture d'anévrisme, il a été, à l’issue de ses obsèques, avec honneurs militaires, en l’église de la Trinité, inhumé au cimetière de Montmartre. Il était le fils du grammairien helléniste professeur au collège de Bourbon, Charles Herbette, le frère de Louis Herbette, directeur de l’Administration pénitentiaire, le père d’Adrienne Herbette (1869-1940), épouse de Henry Allizé ambassadeur de France à Berne, et de Maurice Herbette, ambassadeur de France en Belgique.

## Publications
- Les Conditions de travail en Allemagne, Rapport au ministre des Affaires étrangères, Paris, Berger-Levrault, 1890, 394 p.
- Nos diplomates et notre diplomatie : étude sur le ministère Des Affaires Étrangères (préf. Ernest Picard), Paris, Armand Le Chevalier (d), 1874. — Parue sous le nom de son frère, Louis Herbette, cette brochure lui est parfois attribuée tant elle préfigure les idées qu’il met en œuvre.